# Berthe Mouchel
Pour les articles homonymes, voir Mouchel.
Berthe Mouchel, née le 8 août 1864 à Elbeuf (Seine-Maritime), et morte le 6 août 1951 à Sainte-Marie-sur-Mer (Loire-Atlantique), est une artiste peintre française.

## Biographie
Née à Elbeuf le 8 août 1864 fille de Louis Charles Mouchel (fabricant de draps en activité depuis la fin des années 1850) et d’Anne Adélaïde Baudouin (mariés à Elbeuf le 11 janvier 1854), Marie Berthe Mouchel fut la sœur de Charles Mouchel, maire de la ville de 1894 à 1911 et député en 1910-1911. Elle-même demeure une grande partie de sa vie dans cette ville : son atelier est localisé jusqu'en 1895 rue Henry, puis au 15 rue Magenta. Autour de 1901, elle habite rue des Trois-Cornets.  

### Formation et activité d'enseignante

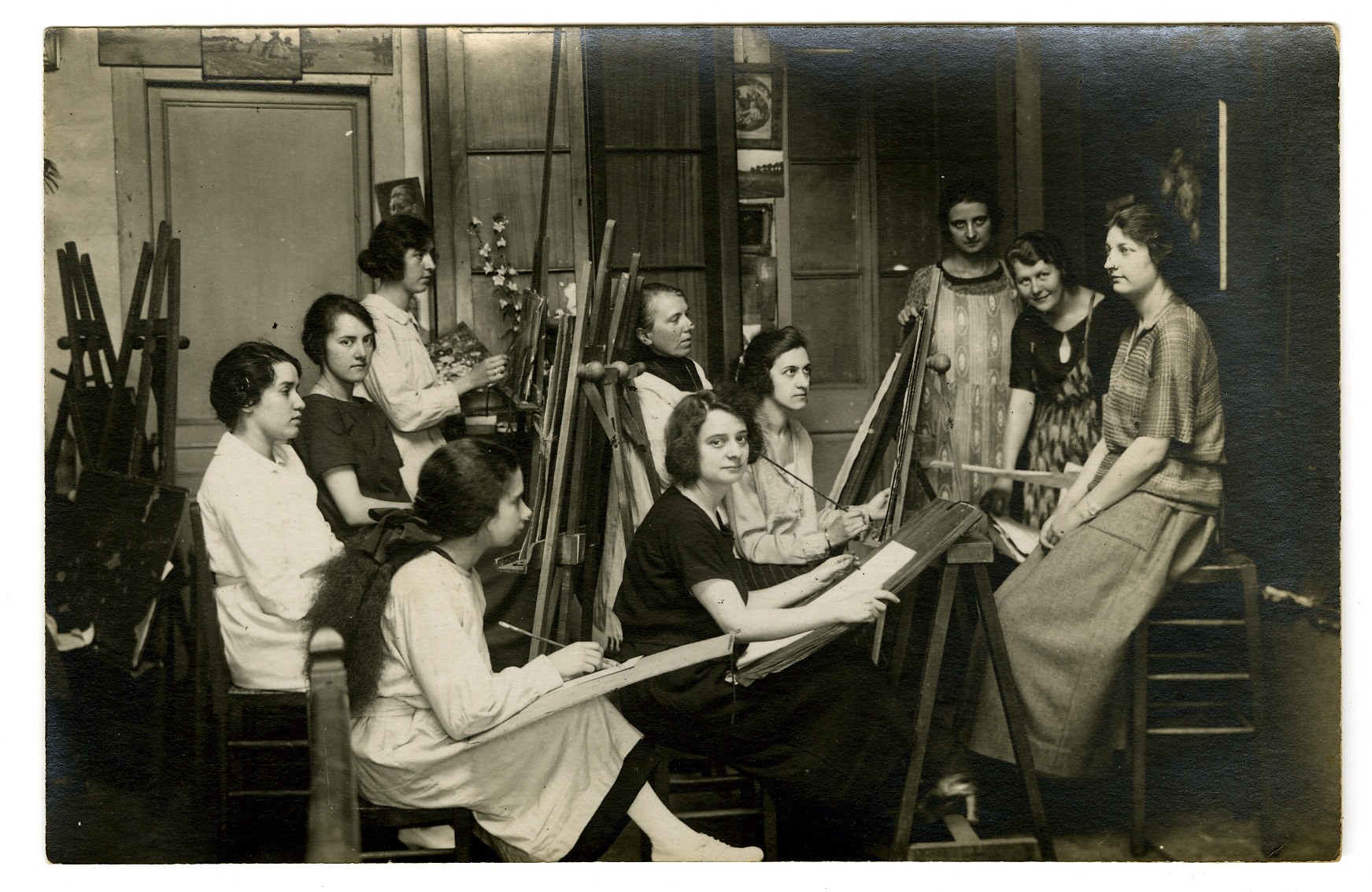
Berthe Mouchel enseignant dans son atelier (Studio Edeline, vers 1925)

Tentée par la peinture, elle se heurte à l’interdiction faite aux femmes d’étudier à l’École nationale des Beaux-arts. Après une première formation auprès du peintre Philippe Zacharie, à Elbeuf, elle s’inscrit donc dans une école privée, l’Académie des Beaux-arts des Champs-Élysées, à Paris, dans laquelle elle reçoit un enseignement très académique. Elle suit notamment les cours de Jean-Joseph Benjamin-Constant, Jules Lefebvre et Tony Robert-Fleury, peintre d’histoire mais aussi de genre. De 1889 à 1897, elle fréquente ponctuellement l'Académie Julian.
Dès 1884, alors qu'elle n'a encore que 20 ans, elle obtient le certificat d’aptitude à l’enseignement du dessin, ce qui lui permet de devenir professeur à la Société industrielle d'Elbeuf, qui forme des ouvriers et contremaîtres. Elle donne également des cours privés dans son atelier situé au 4 rue Henry, à Elbeuf. Si l'essentiel de ses élèves sont des jeunes filles issues de la bourgeoisie elbeuvienne, on y compte également des jeunes hommes. Le peintre René Olivier fut ainsi son élève.

### Œuvre peint et engagement militant
Dans les années 1890-1910, elle réalise de nombreuses toiles mettant en scène le milieu ouvrier dans l'industrie textile elbeuvienne, à travers lesquelles elle dépeint les maux qui le frappent : pauvreté, alcoolisme, travail des enfants… Elle s’inspire certainement de personnages rencontrés dans les rues d’Elbeuf. Le choix de ces sujets doit être mis en relation avec l'engagement socialiste de son frère, Charles Mouchel, et peut être rapproché des romans d'Émile Zola (notamment L'Assommoir, publié en 1877). On lui doit aussi une très grande toile (sans titre), retrouvée dans les combles de la mairie d’Elbeuf en 1995, montrant une campagne électorale (1906) : des militants ouvriers distribuent des tracts au milieu de bourgeois en chapeaux et hauts-de-forme ; deux petites filles en robe blanche se fraient un passage dans cette assemblée d’hommes, dont on peut supposer que certains constituent de véritables portraits de personnalités locales.

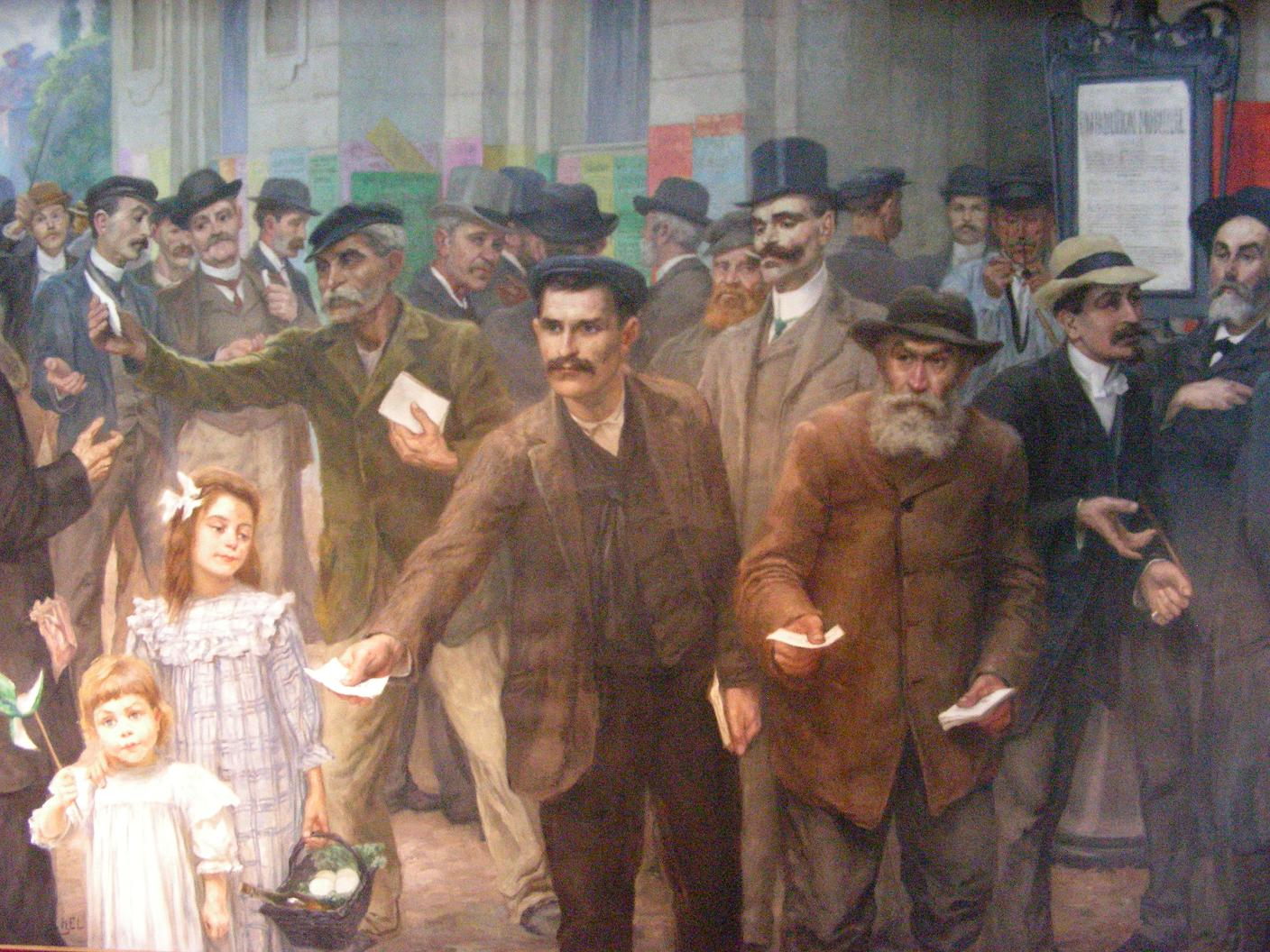
Berthe Mouchel (1854-1951), Jour d'élection, vers 1900-1910, huile sur toile, musée d'Elbeuf.

D'un point de vue formel, Berthe Mouchel se rapproche du mouvement du naturalisme : d'une texture épaisse, sa peinture garde le souvenir des expériences impressionnistes. Fortement marquée par sa formation académique, elle s’en tient toutefois aux règles de la peinture promues par l'institution des Beaux-Arts.
Elle s’intéresse par ailleurs à de nombreuses techniques : peinture à l'huile, pastel, mosaïque, fresque, peinture sur étoffe. Proche des milieux industriels textiles, elle met au point un procédé pour la peinture des toiles et étoffes de coton, capable de résister au lavage.

### Engagement pendant la guerre et évolution de sa peinture
Durant la Première Guerre mondiale, elle s'engage et intègre le personnel de l'hôpital auxiliaire de l'école Fenelon. Tout au long de sa vie, elle a participé à des œuvres de bienfaisance, au profit de l'hospice locale, de l'Union des Femmes de France (1894) ou des blessés militaires (1915). À cette période, sa production artistique évolue vers des sujets plus conventionnels, tels que des compositions florales et des paysages. 

### Art sacré
Marquée par une série de drames personnels (le décès tragique de son frère en 1911, sa propre expérience de la Grande Guerre, le décès de son oncle), elle se tourne vers l'art sacré et les scènes religieuses au cours des années 1920. On lui doit quelques compositions monumentales, telle une fresque dominant la plaque commémorant les morts de la paroisse durant la Grande Guerre (église de l’Immaculée-Conception d’Elbeuf en 1920), la mosaïque du tympan de l’église Notre-Dame-de-Lourdes de Sotteville-lès-Rouen en 1929, ainsi le décor de la chapelle des Assomptionnistes de Scherwiller (Bas-Rhin) en 1932. 

### Période bretonne et fin de vie
Au cours des années 1920, elle séjourne régulièrement en Bretagne, où elle s'installe définitivement au début des années 1930. Elle y peint des marines, qu'elle expose régulièrement. Après quelques années passées dans les environs de Trégastel, elle rejoint Sainte-Marie-sur-Mer (ancienne commune de Loire-Atlantique rattachée aujourd’hui à Pornic). Retirée dans la congrégation religieuse de l'Immaculée, elle décède le 6 août 1951 alors qu’elle était sur le point de fêter ses 87 ans, sans héritier.

## Expositions publiques
Âgée de 18 ans, Berthe Mouchel expose pour la première fois en 1882, à l'exposition municipale des Beaux-Arts de Rouen. En 1889, elle y obtient une médaille de bronze.
Berthe Mouchel devient sociétaire des artistes français en 1888 et expose assez régulièrementau Salon de Paris (au Grand Palais) entre les années 1888 et 1931. En 1899, elle est récompensée d'une Mention Honorable. À plusieurs reprises, ses peintures sur reproduites dans le Catalogue illustré du Salon et dans la presse.
Parallèlement à ses envois au Salon parisien, elle continue à exposer en Normandie, notamment au Salon des artistes rouennais à partir de 1889. 
En 1931, année de son dernier salon parisien, elle expose une toile intitulée La Seine à Oissel.

## Distinctions
- Officier de l'Académie de la Société des Artistes français (1912)[2]
- Officier de l'Instruction publique (1924)[2]

## Œuvres

### Collections publiques
- Elbeuf :
  - église de l'Immaculée-Conception : Monument aux morts de la paroisse, 1920, peinture murale (première chapelle du bas-côté Est).
  - hôtel de ville : Bouquet de fleurs, huile sur toile.
  - musée d'Elbeuf (Fabrique des Savoirs):
    - Le Soir de la paye, 1897, huile sur toile, exposé au Salon de 1897 ;
    - Le Rattacheur [ou Rattaqueux], vers 1890, huile sur toile ;
    - Sans titre [Jour d'élection], vers 1906, huile sur toile (293 × 205 cm) ;
    - Paysage marin, vers 1930, huile sur toile ;
    - Paysage avec entrée d'une église, huile sur toile (date ?)
- Rouen, musée des Beaux-Arts : Marine, coucher du soleil [Trégastel],  huile sur toile (1929).
- Sotteville-lès-Rouen, Église Notre-Dame de Lourdes, fresques de la voûte (1926) et du chœur (1930) [restaurées en 1993] ; mosaïque du tympan (1936).
- Scherwiller (Alsace)Décor de la chapelle des Assomptionnistes en 1932.
- Christ-Roi, Chapelle du château-mairie de Neufgrange (Moselle).

### Collections particulières
- Portrait de mon père (1888)
- Basses Alpes (1888)
- À la procession (1894)

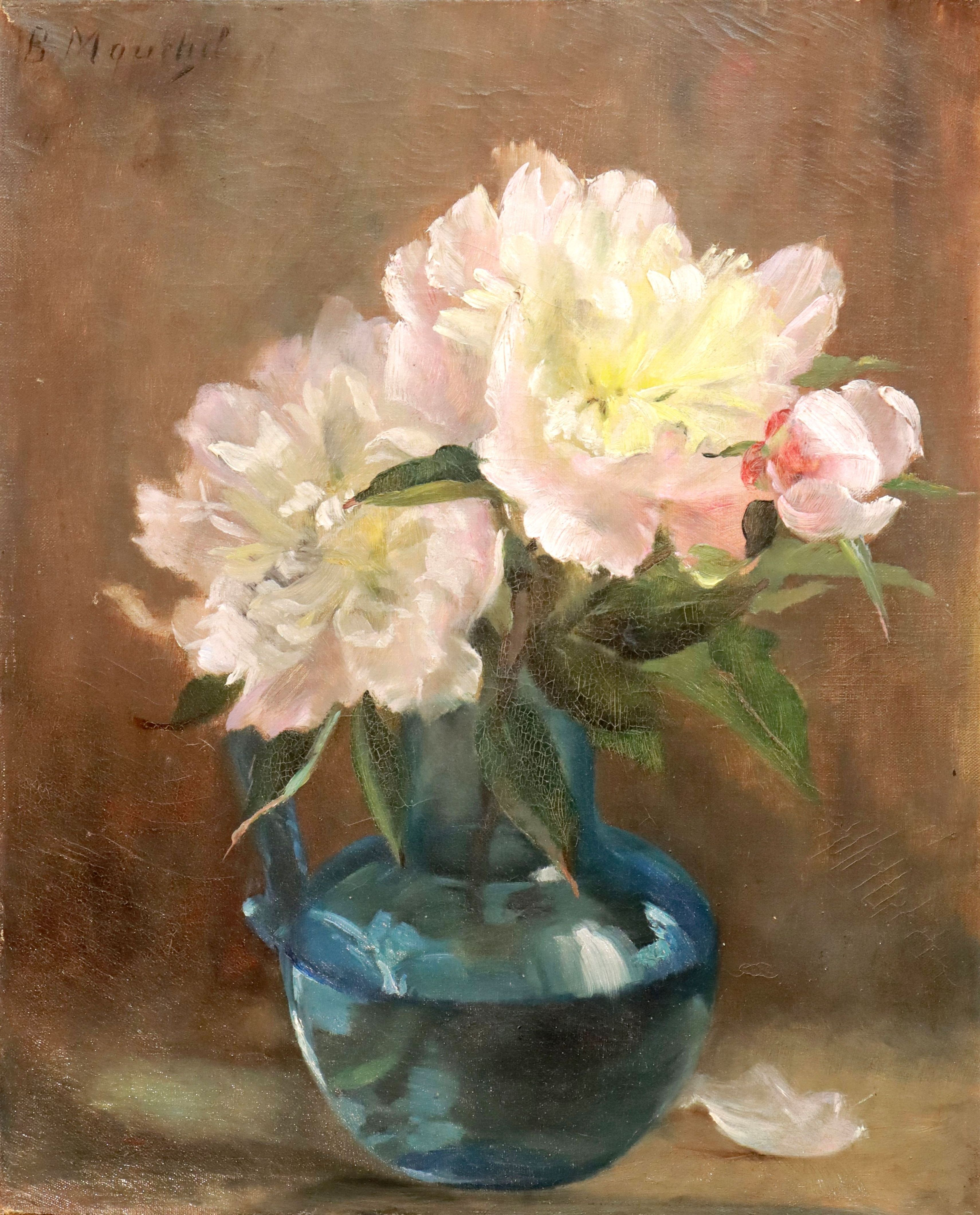
Pivoines dans une carafe de Berthe Mouchel.

- La part de Dieu, s’il vous plaît (1895)
- La Complainte et Raisins (panneau décoratif), (1896)
- Fleur de novembre (1898)
- Les Temps durs ; Autour du brûloir à café (1899).
- Fleurs d’aster (1899)
- Mädchen in Blumen, huile sur toile (date ?)
- Le Roseau brisé (1900)
- Matin d’été (1901)
- L'Invention de la machine à filer (vers 1900), huile sur toile  (89 × 113 cm).
- Ophélia, huile sur toile, vers 1915
- Summer flowers in a barrel, huile sur toile (date ?)
- Nature morte aux fleurs, huile sur toile (date ?)
- Le Normand
- Les Roses blanches
- Bouquet de roses
- Poule et poussins, huile sur carton
- La Seine à Oissel (42 × 90 cm), (1931)

### Illustrations
Chanson de la rue (La Croix illustrée, no 229, janvier 1905)

## Galerie

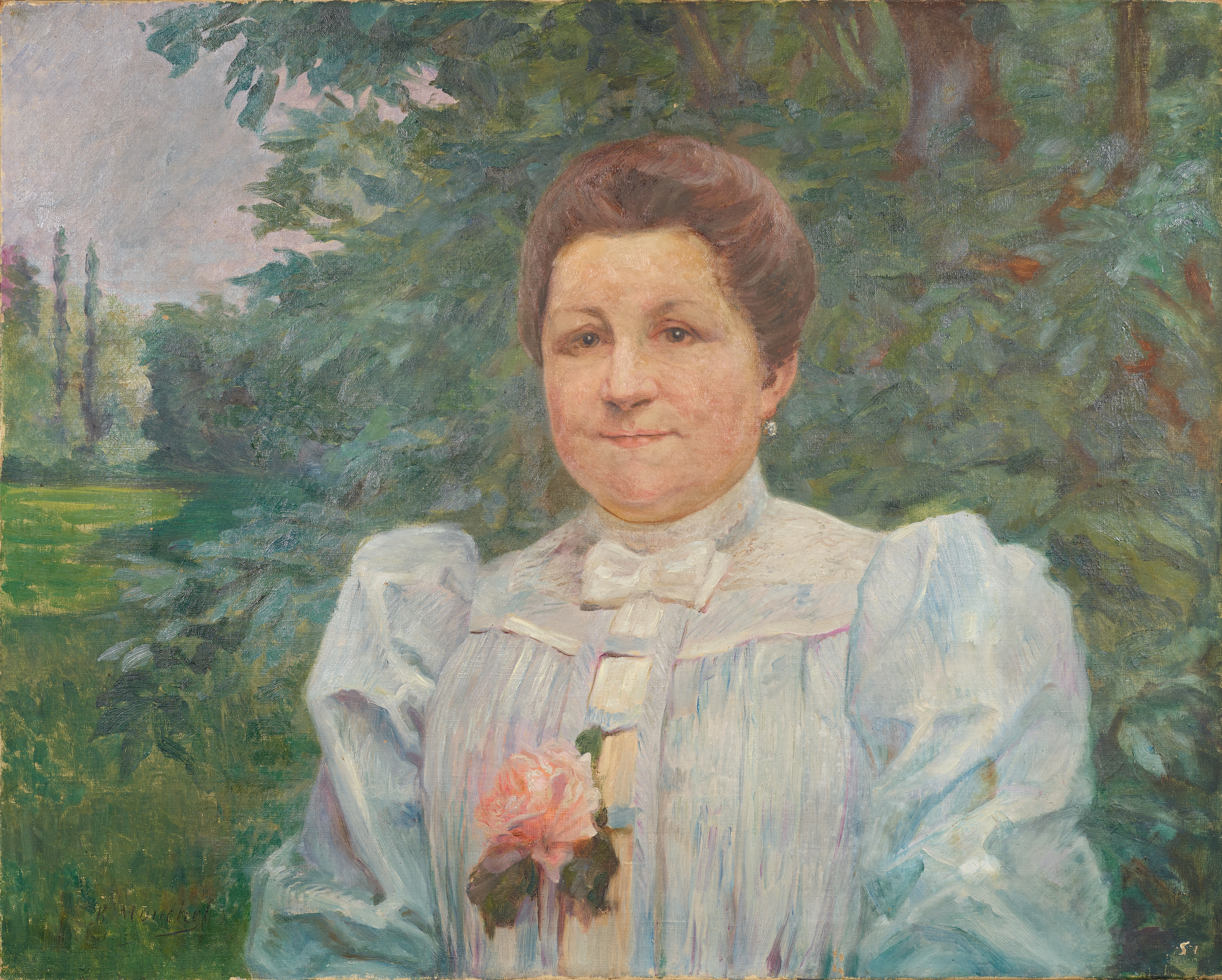
Portrait d'Augustine Lemaître, vers 1920
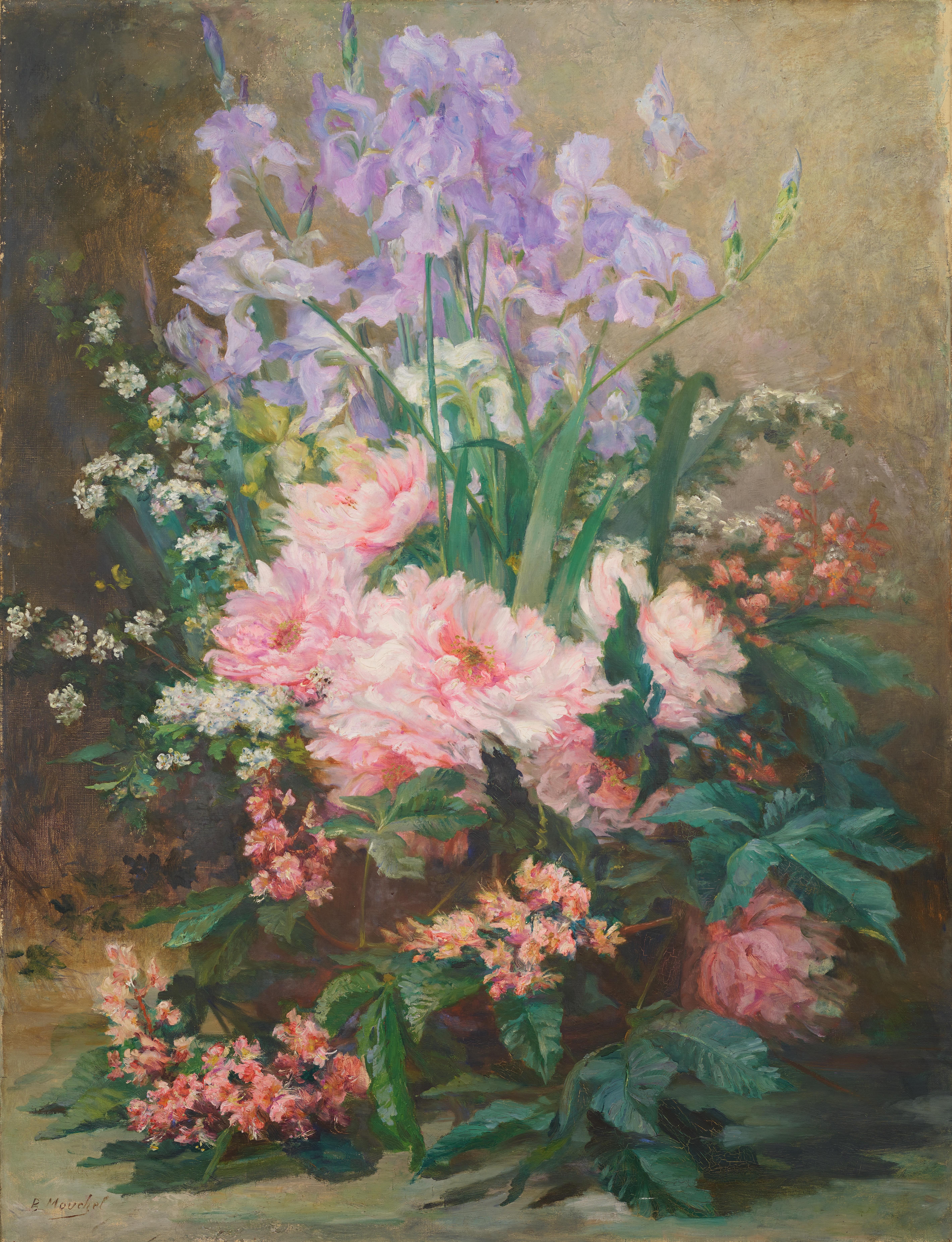
Bouquet de fleurs, vers 1910